# 865年
| 千纪： | 1千纪                                                                                           |
| 世纪： | 8世纪 \| 9世纪 \| 10世纪                                                                        |
| 年代： | 830年代 \| 840年代 \| 850年代 \| 860年代 \| 870年代 \| 880年代 \| 890年代                       |
| 年份： | 860年 \| 861年 \| 862年 \| 863年 \| 864年 \| 865年 \| 866年 \| 867年 \| 868年 \| 869年 \| 870年 |
| 纪年： | 乙酉年（鸡年）；唐咸通六年；南詔建極六年；日本貞觀七年                                          |

## 大事记
- 8月9日——莫奎拉戰役，卡斯蒂利亞的羅德里哥領導的基督徒卡斯提亞伯國與阿斯圖里亞斯王國聯軍，對上後伍麥亞王朝哥多華的穆罕默德一世帶領的穆斯林軍隊。最後結果是哥多華一方的勝利，並且造成收復失地運動進程的全面性撤退。
- 保加利亚大公鲍里斯一世（Борис I）（852年－889年，37岁）接受东正教为保加利亚国教。

## 出生
- 羅貝爾一世 ，出身於卡佩家族的法國國王。（923年逝世，58岁）